# Rabakov
Rabakov (en allemand : Rabakow) est une commune du district de Mladá Boleslav, dans la région de Bohême-Centrale, en République tchèque. Sa population s'élevait à 58 habitants en 2020.

## Géographie
Rabakov se trouve à 14 km à l'est-sud-est de Mladá Boleslav et à 58 km au nord-est de Prague.
La commune est limitée par Domousnice au nord et au nord-est, par Rokytňany au sud-est, par Ujkovice au sud-ouest et à l'ouest.

## Histoire
La première mention écrite de la localité date de 1445.